# Антон Гайдук
Антон Гайдук (словац. Anton Hajduk, 3 травня 1933, Ужгород — 9 квітня 2005, Братислава) — словацький астроном, фахівець у галузі динаміки метеорних потоків та міжпланетної матерії.

## Біографія
Після закінчення Требішівської гімназії він продовжив вивчення фізики на природничому факультеті Університету Коменського в Братиславі, який закінчив у 1958 році. Після закінчення навчання почав працювати вчителем середньої школи. Згодом працював редактором у Словацькому педагогічному видавництві в Братиславі. З березня 1961 року працював в Астрономічному інституті Словацької академії наук на різних керівних посадах.
Здобув науковий ступінь доктора філософії з дисертацією «Метеоритний потік Оріоніди» (1967) та ступінь доктора фізико-математичних наук з роботою «Радіолокаційні дослідження метеорів і метеорного потоку комети Галлея» (1986). У 1996 році в Університеті Масарика в Брно отримав звання професора.
У 1974—1980 роках керував Словацьким астрономічним товариством. У 1992—1996 роках він був першим ректором оновленого Трнавського університету. Був одним з редакторів «Енциклопедії астрономії» (1987). Він був словацьким експертом з дослідження Туринської плащаниці, а також видав книгу на цю тему.
Найзначнішою своєю роботою він вважав спільну з Брюсом Макінтошем статтю, у якій вони представили нову модель метеорного потоку комети Галлея.

## Нагороди
Нагороджений кількома нагородами від Словацької академії наук та НАСА.
У 1975 і 1976 роках Літературний фонд присудив йому премію за оригінальну наукову роботу в галузі публіцистики, особливо за книги «До обріїв всесвіту» і «До планет».

## Памʼять
У 2001 році на його честь був названий астероїд 11657 Антонгайдук.
Трнавський університет присуджує нагороду імені Антона Гайдука